# Eleonora Abbagnato
Eleonora Abbagnato (n. 30 iunie 1978, Palermo, Italia) este o balerină italiană.